# クリスティアン・カセレス・ジュニア
クリスティアン・スレイケル・カセレス・ジェペス（Cristian Sleiker Cásseres Yepes, 2000年1月20日 - ）は、ベネズエラ・ミランダ州カラカス出身のサッカー選手。リーグ・アン・トゥールーズFC所属。ポジションはMF。

## クラブ経歴
2015年に国内リーグのデポルティーボ・ラ・グアイラのユースチームに入団。翌2016年に16歳でトップチームに昇格し、10月10日のアトレティコ・ベネズエラ戦でプロデビュー。2017年5月11日のスリアFC戦でプロ初ゴールを決めた。
2018年2月2日、メジャーリーグサッカーのニューヨーク・レッドブルズへの移籍が発表された。即チームII加入し先発に定着。同年シーズンに早くもトップチームに昇格し、10月21日のフィラデルフィア・ユニオン戦でMLS初出場。2019年4月7日のミネソタ・ユナイテッドFC戦では、MLS初ゴールを決めるなど、加入2年目で早くも主力選手に成長し、同年シーズンは24試合2ゴールを記録した。
2023年7月7日、トゥールーズFCに移籍した。

## 代表歴
2017年にU-17のベネズエラ代表として南米U-17選手権に出場。2019年にはU-20代表で南米ユース選手権に出場。更に2020年には2020年東京オリンピック出場権を賭けたCONMEBOLプレオリンピック大会に、U-23代表として出場。更に同年10月9日の2022 FIFAワールドカップ・南米予選のコロンビア戦でフル代表初出場を果たした。

## 人物
- 父はベネズエラ代表で活躍したクリスティアン・カセレスで、コパ・アメリカ1999などにも出場した。
- MLSでの登録名は「クリスティアン・カセレス・ジュニア」(Cristian Cásseres Jr.)だが、「クリスティアン・カセレス」(Cristian Cásseres)と紹介されることもある。
- 2019年8月22日のD.C.ユナイテッド戦で、カセレスは前半24分にウェイン・ルーニーからハードファウルを浴びせられ、ルーニーに一発退場処分を下させるアクシデントが発生。[4][5]。